# La Duke Island
La Duke Island – niezamieszkana wyspa w archipelagu Wysp Belchera, w regionie Qikiqtaaluk, na terytorium Nunavut, w Kanadzie. Sąsiaduje m.in. z wyspami: Johnnys Island, Fair Island, Mavor Island, Mata Island i Karlay Island.